# Brachycyrtus zani
Brachycyrtus zani är en stekelart som beskrevs av Ian D. Gauld och Ward 2000. Brachycyrtus zani ingår i släktet Brachycyrtus och familjen brokparasitsteklar. Inga underarter finns listade.